# Luke Mitchell
Luke Mitchell (Queensland, 17 april 1985) is een Australisch acteur en model. Hij is het meest bekend als Will Benjamin uit de serie H2O: Just Add Water en als Roman Kruger in Blindspot.

## Filmografie
- Gemeinsame Normdatei: 1242690573
- International Standard Name Identifier: 0000 0004 2337 7564
- Library of Congress Control Number: no2013126162
- Virtual International Authority File: 305857070
- WorldCat: E39PBJkhGjywpcXhJWgtK8hJXd